# ابواحمد عبیدالله بن عبدالله بن طاهر
عبیدالله بن عبدالله بن طاهر، یکی از امرای خاندان طاهری بود و در بغداد به عنوان شیخ و امیر به موقعیت برجسته‌ای رسید.

## زندگی‌نامه
وی در سال ۲۳۳ هجری/۸۳۷ میلادی دیده به جهان گشود. در زمان امارت برادرش محمد بن عبدالله بن طاهر در انجام امور کشوری و لشکری به او کمک می‌کرد به همین دلیل جایگاه و منزلت والایی نزد برادرش پیدا کرد و باعث شد تا برادرش او را به عنوان جانشین خود منصوب کند. خلیفه معتضد نیز جانشینی او را تأیید کرد.
در مقایسه با سایر اعضای خاندان طاهری موقعیت فرهنگی عبیدالله نسبت به موقعیت سیاسی او برجسته‌تر بود و از او به عنوان آخرین شخصیت معروف در زمینه ادبیات در نیمه دوم قرن سوم یاد می‌شود. عبیدالله همچنین دارای دیوان شعری بالغ بر صد ورق بوده‌است.
اشعار او بیشتر در زمینه‌های :غزل، مدیحه سرایی، زهد، و… بوده‌است. در به کار بردن تشبیهات در شعر هم بسیار مهارت داشت.
عبیدالله در حالی که خود شاعر بود و شعر نیکو می‌نوشت به اشعار دیگر شاعران نیز علاقه نشان می‌داد و شعرای دیگر وقتی برای او شعر می‌خواندند عبیدالله به آنها انعام می‌داد. او در زمان خلافت معتمد اندکی دچار تنگدستی شد و هنگامی که شعرا برای خواندن شعر و گرفتن انعام به خانهٔ وی مراجعه کردند او از خانه بیرون نیامد و شعرا برای او چنین نوشتند که:
وقتی کریم در حجاب باشد پس فضل کریم بر لئیم چیست
و عبیدالله در جواب نوشت:
وقتی کریم مال کمی داشته باشد اورا عذری برای در حجاب بودنش نیست
عبیدالله در غنا نیز بسیار زبردست بود و بهترین آهنگها و آوازها را می‌ساخت، خلیفه معتضد هرگاه می‌خواست برای شعری آواز بسازد به عبیدالله مراجعه می‌کرد.
عبیدالله چندین کتاب نوشته که معروف‌ترین آنها عبارتند از:الآداب الرفعیه، الاشاره فی اختیار الشعر، البراعه و الفصاحه، و…
عبیدالله بن عبدالله بن طاهر سرانجام در سال۳۰۰ه/۹۱۲م درگذشت و پس از مرگ وی دوران عظمت و افتخار این خاندان (طاهریان) در بغداد رو به کاستی نهاد.